# Referenzlabor
Als Referenzlaboratorien werden im engeren Sinne Laboratorien im Bereich der Erregerdiagnostik bezeichnet, die von der Europäischen Kommission ("Gemeinschaftliche Referenzlaboratorien") oder von einer nationalen Regierung ("Nationale Referenzlaboratorien") auf der Grundlage gemeinschaftlicher oder nationaler Rechtsvorschriften ernannt wurden. Diese Laboratorien verfügen über eine besonders hohe Qualifikation auf einem bestimmten Fachgebiet und zeichnen sich neben ihrer Fachkompetenz durch ein hohes Maß an Unabhängigkeit aus und können auch länderübergreifend tätig sein. Mit der Einrichtung nationaler Referenzlaboratorien sollte die Basis für europaweit harmonisierte Maßnahmen im Bereich der Labordiagnostik geschaffen werden.
Epidemiologisch ausgerichtete Laboratorien sammeln zum Beispiel Daten über das Vorkommen von Zoonoseerregern bei Tieren, in der Umwelt und in Lebensmitteln sowie über Erkrankungsfälle beim Menschen. Sie werten diese Daten aus und berichten über aktuelle Entwicklungen. Stärker einzelfallbezogene Laboratorien analysieren Proben und entwickeln und standardisieren Untersuchungsmethoden. Sie führen ferner u. a. Vergleichsuntersuchungen zwischen unterschiedlichen Labors durch, um ein einheitliches Niveau der Analysenqualität sicherzustellen. Referenzlaboratorien werden auch als Obergutachterstelle und als Schiedsorgan in strittigen Fällen in Anspruch genommen.
Im weiteren Sinne bezeichnen sich Labore auch als Referenzlabore, wenn sie für eine Fachgesellschaft, Behörde oder einen kommerziellen Laborverbund Aufgaben im Bereich der Standardisierung und der Vorhaltung von Referenzpräparaten übernehmen. Diese Referenzlabore sind auch außerhalb der Infektiologie, z. B. der Klinischen Chemie, Toxikologie oder der Laborstandardisierung tätig.

## Nationale Referenzzentren und Konsiliarlabore (Deutschland)
In Deutschland werden seit 1995 Nationale Referenzzentren (NRZ) ernannt, die für wichtige infektiologische Fragestellungen und Erreger zuständig sind. Die Berufung erfolgt durch das Bundesministerium für Gesundheit für einen Zeitraum von drei Jahren. An der Entscheidung über die zu berufenden Referenzzentren sind Vertreter des Robert Koch-Instituts, der Kommission Infektionsepidemiologie und medizinische Fachgesellschaften beteiligt. Ergänzend zu den Referenzzentren werden für weitere Krankheitserreger oder infektiologische Fragestellungen Konsiliarlaboratorien berufen. Ein Referenzlabor im Rahmen des ABC-Schutzes wird von der Sanitätsakademie der Bundeswehr betrieben.

## Nationale Referenzlaboratorien
Die Nationalen Referenzlaboratorien in Deutschland aus dem Bereich Lebensmittelsicherheit und Lebensmittelhygiene und die Obergutachterstelle Wein mit vergleichbaren Aufgaben sind angesiedelt beim Bundesinstitut für Risikobewertung. Nationale Referenzlaboratorien für anzeigepflichtige Tierseuchen, für meldepflichtige Tierkrankheiten und für sonstige Tierkrankheiten, die weder der Anzeigepflicht noch der Meldepflicht unterliegen, sind beim Friedrich-Loeffler-Institut angesiedelt.

## Nationales Referenzlabor (Schweiz)
In der Schweiz befindet sich das nationale Referenzlabor im Institut für Virologie und Immunologie (IVI) in Mittelhäusern.

## Gemeinschaftliche Referenzlaboratorien
Auf Ebene der Europäischen Union existieren für einige Aufgaben sogenannte Gemeinschaftliche Referenzlaboratorium, beispielsweise das „Gemeinschaftliches Referenzlaboratorium für die Geflügelpest“ (Veterinary Laboratories Agency) in Weybridge (Vereinigtes Königreich).